# Sequentia (groupe musical)
Pour les articles homonymes, voir Sequentia.
Sequentia est un ensemble de musique ancienne fondé en 1977 par Benjamin Bagby et Barbara Thornton.
L'ensemble est spécialisé en musique médiévale et se concentre principalement sur la musique à texte, spécifiquement les psalmodies et autres histoires accompagnées de musique, comme l'Edda islandaise. Ils sont intéressés par les interactions entre le jeu dramatique et la musique, et ont parfois réalisé des concerts intégrant des éléments d'une représentation théâtrale, comme lors de la représentation de l'Ordo virtutum d'Hildegarde de Bingen.
Initialement installé à Cologne, Allemagne, grâce au soutien de la station de radio WDR (Westdeutsche Rundfunk) l'ensemble s'installa par la suite à Paris.
Les seuls membres permanents de l'ensemble ont été ses directeurs, Benjamin Bagby et Barbara Thornton (avant sa mort en 1998), puis Katarina Livljanic. Les autres membres sont engagés en fonction des besoins de chaque projet.
Benjamin Bagby et Barbara Thornton se sont toujours livrés ensemble aux travaux de recherche préalables aux projets qu'ils ont réalisés.
La plupart de leurs enregistrements ont été réalisés sous le label Deutsche Harmonia Mundi.

## Discographie
- 1981 - Spielmann und Kleriker. EMI/Deutsche Harmonia mundi 567 (o CDC)-7 49704-2. informations sur medieval.org
- 1982 - Hildegard von Bingen: Ordo virtutum. Deutsche Harmonia Mundi 77051 (2 CD). informations sur medieval.org
- 1983 - Spruchdichtung des 13. Jahrhunderts: Kelin und Fegfeuer. EMI/Deutsche Harmonia mundi 567 (o CDC)-7 49705-2. informations sur medieval.org
- 1984 - Hildegard von Bingen: Sinfoniae. Deutsche Harmonia Mundi (BMG) 82876 60152 2. informations sur medieval.org
- 1984 - Trouvères. Höfische Liebeslieder aus Nordfrankreich. (En collaboration avec l'Ensemble für musik des Mittelalters.
  - Enregistrement original en vinyle :
    - Deutsche Harmonia mundi (EMI) 1 C 157-169501-3 (3 LP). informations sur medieval.org

  - Réédition partielle sur CD avec 8 pistes de moins que sur l'original :
    - Deutsche Harmonia Mundi (BMG) RD 77155 (2 CD). informations sur medieval.org
- 1986 - English Songs of the Middle Ages. Deutsche Harmonia Mundi 77019. informations sur medieval.org
- 1987 - Philippe Le Chancelier - School of Notre Dame. Deutsche Harmonia Mundi (BMG) 82876 60156 2. informations sur medieval.org
- 1988 - Philippe de Vitry: Motets and Chansons. Deutsche Harmonia Mundi 77095. informations sur medieval.org
- 1989 - Vox Iberica I: Donnersöhne. Music for St. James the Apostle: Codex Calixtinus. Deutsche Harmonia Mundi 77199. informations sur medieval.org
- 1990 - Vox Iberica II: Codex Las Huelgas. Music from the royal convent of Las Huelgas de Burgos. Deutsche Harmonia Mundi 77238. informations sur medieval.org
- 1991 - Vox Iberica III: El Sabio. Songs for King Alfonso X. Deutsche Harmonia Mundi 77173. informations sur medieval.org
- 1991 - The Union of Words and Music in Medieval Poetry. Il s'agit d'une cassette qui accompagne un livre d'articles d'une conférence à l'University of Texas en 1987. University of Texas Press  (ISBN 0292785208) . informations sur medieval.org
- 1992 - Bordesholmer Marienklage. Deutsche Harmonia Mundi 77280 (2 CD). informations sur medieval.org
- 1993 - Oswald von Wolkenstein: Lieder. Deutsche Harmonia Mundi 77302. informations sur medieval.org
- 1993 - Hildegard von Bingen: Canticles of Ecstasy. Deutsche Harmonia Mundi 77320. informations sur medieval.org
- 1994 - Dante and the Troubadours. Deutsche Harmonia Mundi (BMG) 82876 60163 2. informations sur medieval.org
- 1994 - Hildegard von Bingen: O Jerusalem. Deutsche Harmonia mundi (BMG) 05472-77 353-2. informations sur medieval.org
- 1994 - Visions from the Book. Deutsche Harmonia Mundi 77347. informations sur medieval.org
- 1995 - Hildegard von Bingen: Voice of the Blood. Deutsche Harmonia Mundi 77346. informations sur medieval.org
- 1996 - Hildegard von Bingen: Saints. Deutsche Harmonia Mundi 77378 (2 CD). informations sur medieval.org
- 1996 - Shining Light. Music from the Aquitanian Monasteries, 12th century. Deutsche Harmonia Mundi 77370. informations sur medieval.org
- 1997 - Aquitania. Christmas Music from Aquitanian Monasteries. Deutsche Harmonia mundi 05472-77666-2. informations sur medieval.org
- 1998 - Hildegard von Bingen: Ordo virtutum. (Note: L'enregistrement est différent de celui de 1982). Deutsche Harmonia Mundi 05472 77394 2. informations sur medieval.org
- 1999 - Edda: Myths from Medieval Iceland. Deutsche Harmonia Mundi 77381. informations sur medieval.org
- 2000 - Frauenlob. In Praise of the Celestial Woman. (enregistré en 1990). Deutsche Harmonia mundi 05472 77 309 2. informations sur medieval.org
- 2002 - The Rheingold Curse. À Germanic Saga from the Medieval Icelandic Edda. Marc Aurel édition 20016. informations sur medieval.org
- 2004 - With Voice & Pen. Coming to Know Medieval Song and How It Was Made. L'enregistrement est un CD qui accompagne ce livre de musique médiévale du musicologue Leo Treitler. Oxford University Press.  (ISBN 0292785194)
- 2004 - Lost Songs of a Rhineland Harper. Deutsche Harmonia Mundi 82876 58939-2. informations sur medieval.org
- 2005 - Krone und Schleier. Frauenklöster im Mittelalter. WDR Köln / Kunst- und Ausstellungshalle der Bundesrepublik Deutschland. Une anthologie enregistrée pour une exposition en Allemagne sur l'art médiéval dans les monastères de femmes.
- 2005 - Chant Wars. The Carolingian "globalisation" of medieval plainchant. (En collaboration avec l'ensemble Dialogos. Deutsche harmonia mundi 82876-66650-2. informations sur medieval.org
- 2008 - Fragments for the End of Time / Endzeitfragmente. Raumklang (RK 2803).
- 2013 - Hildegard von Bingen: Celestial Hierarchy. Deutsche Harmonia Mundi (SONY).
- 2018 - Boethius: Songs of Consolation. Glossa.

### Compilation d'albums de Sequentia
- 1998 - Hildegard von Bingen: 900 Years. Deutsche Harmonia Mundi 77505 (8 CD). informations sur medieval.org. un coffret qui contient tous les enregistrements de Hildegard von Bingen: Symphoniae, Canticles of Ecstasy, Voice of the Blood, O Jerusalem, Saints et Ordo virtutum.
- 1998 - Century Classics VIII 1150-1450. Liebeslieder im Mittelalter. Deutsche Harmonia Mundi (BMG) 05472 77 607-2. informations sur medieval.org

### Compilations avec d'autres ensembles
- 1993 - Ancient Music for a Modern Age. Disque regroupant des enregistrements de Sequentia et d'autres groupes. Deutsche Harmonia mundi (BMG) 09026 61 868-2 (2 CD). informations sur medieval.org
- 1994 - Chill to the Chant. The Magic of Gregorian Chant. Compilation de Sequentia et du chœur de la Schola Cantorum Basiliensis. Deutsche Harmonia Mundi 62666. informations sur medieval.org
- 1997 - Adventures in Early Music. Documented by DHM. Compilation de Sequentia, The Harp Consort, La Petite Bande, Thomas Hengelbrock, Andreas Staier et Al Ayre Espanol. Deutsche Harmonia Mundi 68859. informations sur medieval.org
- 1998 - Century Classics I 1000-1400 Hildegard von Bingen, Perotin, Wolkenstein. compilation de Sequentia, Schola Cantorum Basiliensis et Deller Consort. Deutsche Harmonia Mundi 05472 77600 2. informations sur medieval.org
- 1998 - Century Classics II 1400-1500. Dunstable, Dufay, etc. Compilation de Pro Cantione Antiqua, Sequentia et Schola Cantorum Basiliensis. Deutsche Harmonia Mundi 05472 77601 2. informations sur medieval.org
- 1998 - Century Classics VII 1100-1200. Musik der Klöster. Compilation de Sequentia et Schola Cantorum Basiliensis. Deutsche Harmonia Mundi (BMG) 05472 77 606-2. informations sur medieval.org
- 1998 - Century Classics X 1500-1600 . Sinnesfreuden der Renaissance. compilation de Sequentia, Schola Cantorum Basiliensis, etc. Deutsche Harmonia Mundi (BMG)
- 1999 - 40 Years of Deutsche Harmonia Mundi. Compilation de Sequentia et autres groupes. Deutsche Harmonia Mundi (BMG)